# Leptoclinides capensis
Leptoclinides capensis är en sjöpungsart som först beskrevs av Wilhelm Michaelsen 1934.  Leptoclinides capensis ingår i släktet Leptoclinides och familjen Didemnidae.
Artens utbredningsområde är Södra Ishavet. Inga underarter finns listade i Catalogue of Life.